# Joaquim Carvalho (Fußballspieler)
Joaquim da Silva Carvalho (* 18. April 1937 in Barreiro; † 5. April 2022) war ein portugiesischer Fußballtorhüter.

## Karriere

### Verein
Carvalho begann seine Karriere beim Luso Futebol Clube in seiner Heimatstadt Barreiro. 1958 verpflichtete ihn Sporting Lissabon. Mit diesem Klub gewann er dreimal die portugiesische Meisterschaft, 1963 den portugiesischen Pokal und 1964 den Europapokal der Pokalsieger. Nach dem Gewinn der Meisterschaft 1970 wechselte er zum Lissaboner Drittligisten Atlético CP, mit dem er auf Anhieb in die Segunda Liga aufstieg. 1972 beendete er dort im Alter von 35 Jahren seine aktive Laufbahn.

### Nationalmannschaft
Am 31. Oktober 1965 debütierte Carvalho beim 0:0 im Qualifikationsspiel zur Weltmeisterschaft 1966 in England gegen die Tschechoslowakei. Nach geglückter Qualifikation für die Endrunde wurde er von Trainer Otto Glória in den  portugiesischen Kader berufen. Er stand im ersten Gruppenspiel gegen Ungarn im portugiesischen Tor. Es blieb sein einziger Einsatz während des Turniers, das Portugal mit dem dritten Platz abschloss.
Insgesamt bestritt Carvalho sechs Länderspiele für Portugal.

## Erfolge
- Portugiesischer Meister: 1962, 1966, 1970
- Portugiesischer Pokal: 1963
- Europapokal der Pokalsieger: 1964